# 앨런 데일
앨런 데일(Alan Dale, 1947년 5월 6일 ~ )은 뉴질랜드의 배우이다.

## 출연 작품
- 도미니언 (2014)
- 캡틴 아메리카: 윈터 솔져 (2014)
- 탱글드 에버 에프터 (2012)
- 해피 뉴 이어 (2011)
- 리틀 빗 오브 헤븐 (2011)
- 둠스데이 지구 최후의 날 (2011)
- 밀레니엄 : 여자를 증오한 남자들 (2011)
- 프리스트 (2011)
- 언더커버스 (2010)
- 돈비 어프레이드-어둠 속의 속삭임 (2010)
- 인디아나 존스: 크리스탈 해골의 왕국 (2008)
- 어글리 베티 (2006)
- NCIS 시즌3 (2005)
- 애프터 썬셋 (2004)
- 로스트 시즌1 (2004)
- 더 익스트림 팀 (2003)
- NCIS 시즌1 (2003)
- 호미사이드 (2003)
- The O.C. (2003)
- 렌트 컨트롤 (2002)
- 네메시스 (2002)
- 모나리자와 피아니스트 (2000)
- 웨스트 윙 시즌1 (1999)
- 스테이트 코러너 (1997)
- 스페이스 2063 (1995)
- ER (1994)
- 돈 노크 더 록 (1956)